# البندقية بويز المضادة للمدرعات
البندقية بويز المضادة للدبابات (بالإنجليزية:The rifle Anti-tank,0.55-in,boys MKI) كان يعرف أصلا باسم Stanchion Gun لكن الاسم غير تكريما وتشريفا للمصمم الرئيسي
الكابتن H C boys الذي مات قبل أن يدخل السلاح الخدمة ، السلاح صمم ليكون سلاح معياري لسلاح مشاة الجيش البريطاني المضاد للدبابات
و أول الأنواع دخل الخدمة خلال أواخر سنة 1930 وبقدوم سنة 1942 كان السلاح
قد عفى عليه الزمن بسبب التزايد الكبير بسماكة المدرعات المعادية ونذكر أن هذا الأمر واجه الاتحاد السوفيتي أيضا في سلاحيه
PTRD-41 وPTRS-41 في مواجهة سماكة الدروع
السلاح بويز يطلق طلقة قوية تستطيع اختراق درع سماكته 21 مم أو 0.827 إنش عند مسافة 330 ياردة وللسلاح ارتداد قوي
و يسبب إصابة المطلق النار ولتقليل هذا الارتداد السريع تم تعديله بوسطة إضافة نوع من الفرامل إلى السلاح Muzzle brake
و كان يتم إطلاق الذخيرة بواسطة مخزن أسلحة يركب من أعلى السلاح ذو خمس طلقات وبشكل إجمالي كان هذا السلاح أو بالأحرى
ثقيلا وطويلا مما جعله غير ملائم للحمل ولذلك استعملت كسلاح رئيسي على مركبات الناقلات العالمية Universal Carrier واستخدم البعض كسلاح
رئيسي في السيارات خفيفة التدريع Light armoured cars .

## الخدمة
استخدم هذا السلاح في المراحل الأولى ضد المدرعات الألمانية خفيفة التدريع وأيضا تم شحن كميات كبيرة منه إلى فنلندا أثناء
حرب الشتاء مع الاتحاد السوفيتي وكان مشهورا جدا مع الفنلنديين لأنه يستطيع التعامل مع الدبابة السوفيتية تي-26 التي
استطاع الجيش الفنلندي أن يدحرها في كثير من المناوشات .
و كان فعالا أيضا ضد الدبابات الألمانية والإيطالية في فرنسا وشمال أفريقيا خاصة ضد الدبابة الألمانية بانزر-2 والتصاميم
الأولى للدبابة بانزر-3 ومع مرور الزمن تم استبدالها بالسلاح بيات PIAT البريطاني في المشهد الأوروبي.

## المستخدمون
- المملكة المتحدة
- أستراليا
- كندا
- جمهورية الكونغو الديموقراطية
- فنلندا
- ألمانيا النازية
- إيرلندا
- لوكسمبورغ
- الولايات المتحدة الأمريكية
- زيلندا الجديدة
- الفلبين
- الاتحاد السوفيتي

## معرض الصور

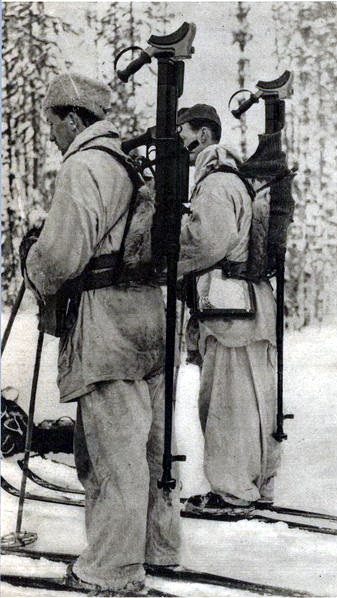
جنود سويديون أثناء حرب الشتاء
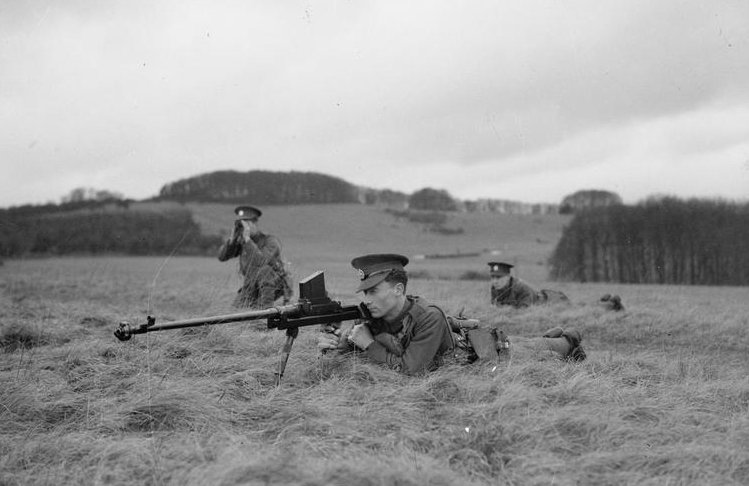
التدريب

## وصلات خارجية
- The Boys Anti-Tank Rifle - Manuals, training and matters apropos
- AntiTank.co.uk
- An Introduction to Anti-Tank Rifle Cartridges by Anthony G Williams
- http://www.youtube.com/watch?v=ZheQexrFX8E على اليوتيوب